# Резолюция 221 на Съвета за сигурност на ООН
Резолюция 221 на Съвета за сигурност на ООН е приета на 9 април 1966 г. по повод положението в Южна Родезия след обявената от непризнатото ѝ правителство едностранна декларация за независимост на колонията от Обединеното кралство Великобритания и Северна Ирландия.
Като припомня своите резолюции 216 и 217 от 1965 г. и в частност призива си към всички държави за прекратяване на икономическите отношения с расисткото правителство на малцинството в Южна Родезия, включително и за налагане на петролно ембарго, с Резолюция 221 Съветът за сигурност изразява безпокойството си от новините, че правителството на Южна Родезия е напът да получи значителна доставка на петрол след акостирането на голям петролен танкер в мозамбикското пристанище Бейра и приближаването на друг товарен съд към същото пристанище, което може да доведе до възобновяване на петролните доставки за Южна Родезия през нефтопровода на Companhia do Pipeline Moçambique Rodésias, и то със съдействието на португалските власти в Мозамбик. Като изтъква, че подобни доставки на петрол биха представлявали голяма подкрепа за незаконното правителство на Южна Родезия, Съветът за сигурност определя, че създалата се ситуация застрашава мира и сигурността, поради което призовава португалските власти да не разрешават изпомпване на петрол през нефтопровода от Бейра до Южна Родезия. Освен това документът призовава останалите държави да отклонят курсовете на своите кораби, които са се отправили към Бейра и за които се предполага, че превозват нефт, предназначен за Южна Родезия. Резолюцията изисква от правителството на Обединеното кралство да попречи на акостирането в Бейра на всички плавателни съдове, за които се предполага, че превозват петрол за Южна Родезия, дори ако за целта то трябва да използва сила. В тази връзка Съветът за сигурност упълномощава правителството на Обединеното кралство да арестува танкера, известен като Жуана V, и да го задържи след излизането му от пристанището на Бейра, в случай че превозваният от него петрол бъде разтоварен на пристанището.
Резолюция 221 е приета с мнозинство от десет гласа за при петима въздържали се от страна на България, Франция, Мали, Съветския съюз и Уругвай.